# Belle & Sebastian
«Belle & Sebastian» — британская инди-поп-группа, образованная в январе 1996 года в Глазго, Шотландия, и названная в честь французского детского телесериала о мальчике и собаке, снятого по одноимённому роману Сесиль Обри. «Belle & Sebastian», исполняющие оригинальную разновидность «наивного» арт-/поп-рока с элементами фолка и поп-стилистики середины 1960-х годов, считаются одной из ведущих шотландских групп; критики сравнивают их с «The Smiths», Love, Ником Дрейком. Центральное место в группе (по сей день сохраняющей состав из семи участников) занимает её основатель, поющий гитарист Стюарт Мэрдок, создающий сюрреалистические, тонко детализированные, умные тексты.
Альбом «Dear Catastrophe Waitress» (#21 UK Album Charts, 2003), записанный с продюсером Тревором Хорном, был номинирован на Mercury Prize 2004 года.

## Дискография

### Альбомы
- Tigermilk (1996)
- If You're Feeling Sinister (1996) (UK Albums Chart #191)
- The Boy with the Arab Strap (1998) (UK #12)
- Fold Your Hands Child, You Walk Like a Peasant (2000) (UK #10)
- Storytelling (2002) (UK #26) (US Billboard 200 #150)
- Dear Catastrophe Waitress (2003) (UK #21) (US #84)
- The Life Pursuit (2006) (UK #8) (US #65)
- Belle & Sebastian Write About Love (2010) (UK #8) (US #15)
- The Third Eye Centre (2013)
- Girls in Peacetime Want to Dance (2015)

#### Концертные альбомы
- If You're Feeling Sinister: Live at the Barbican (2005)

### Сборники
- Lazy Line Painter Jane (2000) (UK #122)
- Push Barman to Open Old Wounds (2005) (UK #40)
- Late Night Tales: Belle & Sebastian|Late Night Tales (2006)
- The BBC Sessions (2008) (UK #88)

### Синглы и EP
- Dog on Wheels (1997) (UK Singles Chart #59)
- Lazy Line Painter Jane (1997) (UK #41)
- 3.. 6.. 9 Seconds of Light (1997) (UK #32)
- This Is Just a Modern Rock Song (1998)
- «Legal Man» (2000) (UK #15)
- «Jonathan David» (2001) (UK #31)
- «I’m Waking Up to Us» (2001) (UK #39)
- «Step into My Office, Baby» (2003) (UK #32)
- «I’m a Cuckoo» (2004) (UK #14)
- Books (EP) (2004) (UK #20)
- «Casaco Marron» (2006)
- «Funny Little Frog» (2006) (UK #13)
- «The Blues Are Still Blue» (2006) (UK #25)
- «White Collar Boy» (2006) (UK #45)
- Introducing… Belle & Sebastian (2008)
- «Come Monday Night» (2009) (God Help the Girl)
- «Funny Little Frog» (2009) (God Help the Girl)
- Stills (2009)

### DVDs
- Fans Only (2003)

## Состав

### Текущий
- Стюарт Мердок — вокал, гитара, клавишные (1996—)
- Стиви Джексон — вокал, гитара (1996—)
- Крис Гиддис — клавишные (1996—)
- Сара Мартин — скрипка, клавишные, гитара, вокал (1997—)
- Мик Кук — труба, бас-гитара (1998—)
- Боб Килди — гитара, бас-гитара (2001—)
- Ричард Колберн — ударные (1996—)

### Бывшие участники
- Изобель Кэмпбелл — виолончель, вокал (1996—2002)
- Стюарт Дэвид — бас-гитара (1996—2000)